# Elaphe davidi
Espèce
Synonymes
- Tropidonotus davidi  Sauvage, 1884
- Coluber halli Boulenger, 1914

Elaphe davidi est une espèce de serpents de la famille des Colubridae.

## Répartition
Cette espèce se rencontre :
- dans le nord-est de la Chine, à Pékin, dans les provinces de Hebei, Shanxi, Heilongjiang, Liaoning, Shandong, Shanxi, et en Mongolie-intérieure ;
- en Corée du Nord.

## Publication originale
- Sauvage, 1884 : Sur quelques Reptiles de la collection du Muséum d’Histoire Naturelle. Bulletin de la Société Philomatique, ser. 7, vol. 8, p. 142-147 (texte intégral).